# Elk Park
Elk Park é uma cidade  localizada no estado norte-americano de Carolina do Norte, no Condado de Avery.

## Demografia
Segundo o censo norte-americano de 2000, a sua população era de 459 habitantes.
Em 2006, foi estimada uma população de 436, um decréscimo de 23 (-5.0%).

## Geografia
De acordo com o United States Census Bureau, tem uma área de
1,8 km², dos quais 1,8 km² cobertos por terra e 0,0 km² cobertos por água. Elk Park localiza-se a aproximadamente 1119 m acima do nível do mar.

## Localidades na vizinhança
O diagrama seguinte representa as localidades num raio de 12 km ao redor de Elk Park.